# Dysgonia algira
Dysgonia algira é uma espécie de insetos lepidópteros, mais especificamente de traças, pertencente à família dos Erebídeos.
A autoridade científica da espécie é Lineu, tendo sido descrita no ano de 1767.

## Etimologia
Quanto ao nome científico desta espécie:
- O nome genérico, Dysgonia, provém do grego, resultando da aglutinação dos étimos δυσ (dis), que é um prefixo de negação[3], e γωνία (gonia), que significa «ângulo, esquina, joelho».[4]

- O epíteto específico, algira, provém do latim, e remete para a Argélia.[5][6]

## Distribuição
Trata-se de uma espécie presente no Norte de Africa,  Europa e Ásia Central. Espraiando-se por Portugal, Espanha, Itália, Balcãs, Marrocos, Argélia, Congo, Irão, Afeganistão,Turquemenistão, Índia e Paquistão.

### Portugal
Trata-se de uma espécie presente em todo o território português.

## Descrição
A envergadura de asa destas borboletas é de 40 a 46 milímetros. Podemos observá-las em voo de Maio a Agosto, dependendo da localização.
É uma espécie atraída pela luz.